# Otávio Fantoni
Otávio Fantoni (Belo Horizonte, 4 de abril de 1907 — Roma, 8 de fevereiro de 1935), conhecido como Nininho no Brasil e Fantoni II na Itália foi um futebolista ítalo-brasileiro.

## Carreira
Fantoni nasceu em uma família de futebolistas cruzeirenses: era primo dos irmãos João Fantoni (Ninão), Leonízio Fantoni (Niginho) e Orlando Fantoni. Os quatro começaram a carreira no então Palestra Itália mineiro e jogariam todos na Lazio, onde ficaram conhecidos como uma dinastia: Ninão foi Fantoni I, ele foi Fantoni II, Niginho foi Fantoni III e Orlando, Fantoni IV. Destes, só não jogou ao lado de Orlando, que só iniciou a carreira já após a morte de Nininho.
Ele foi para o clube italiano em 1930, juntamente com Ninão, e no ano seguinte ambos receberiam a companhia de Niginho. Na Lazio, seus dois primos jogavam no ataque e ele, na meia. Além deles, a Lazio trouxe outros brasileiros na época, o que faria seu elenco ficar conhecido como Brasilazio: os corintianos Filó, De Maria, Del Debbio, Rato e Amílcar; os palestrinos paulistas Pepe, Duílio Salatin, Enzio Serafini; além de André Tedesco (do Santos) e Benedito (do Botafogo). 
Dos Fantoni, apenas Nininho jogou pela Seleção Italiana: a Itália sediaria a Copa do Mundo de 1934, mas teria de disputar as eliminatórias para se classificar - foi o único anfitrião que teve de submeter às eliminatórias. A Azzurra jogou apenas uma partida, uma vitória de 4–0 em Milão sobre a Grécia, que abriu mão da disputa. Nininho ou Fantoni II atuou naquela partida ao lado de Filó (ou "Guarisi", para os italianos), e de outros dois sul-americanos, os argentinos Enrique Guaita e Luis Monti. Apesar disso, acabou não incluído entre os convocados pelo técnico Vittorio Pozzo para jogar no mundial.

## Morte
Menos de um ano depois da Copa, morreria precocemente em jogo contra o Torino, feriu o nariz. O machucado, aparentemente sem gravidade, não sofreu cuidados e evoluiu para uma infecção, que por sua vez gerou uma septicemia que o mataria em fevereiro de 1935. No mesmo ano, os primos Ninão e Niginho deixariam a Lazio, fugindo da convocação do exército italiano para lutarem na invasão à Abissínia.

## Títulos
Palestra Itália-MG (atual Cruzeiro)
- Campeonato Mineiro: 1929, 1930